# San Pedro (Misiones)
San Pedro è una città dell'Argentina, capoluogo dell'omonimo dipartimento nella provincia di Misiones.